# Александрово (Марий Эл)
 Александрово  — деревня в Юринском районе Республики Марий Эл. Входит в состав Васильевского сельского поселения.

## География
Находится в юго-западной части республики Марий Эл на правом берегу реки Люнда (правобережье Ветлуги) на расстоянии приблизительно 43 км на северо-запад от районного центра посёлка Юрино.

## История
Деревня основана в XIX веке. Первоначальное название населённого пункта — Паздерино, по фамилии первопоселенца. Во второй половине XIX века деревня принадлежала помещику Стабеусу (Стабилусу) литовского происхождения. В это время здесь были построены дегтярный и смолокуренный заводы, церковь, действовали две кузницы. В 1925—1929 годах в деревне насчитывалось 85 хозяйств, в которых проживало 386 человек, в 1939 71 и 239. Работали в советское время колхозы «Красный передовик», им. Маленкова, совхоз «Васильевский» (до 1992 года).

## Население
Население составляло 43 человека (русские 95 %) в 2002 году, 24 в 2010.